# Les Yeux d’la tête

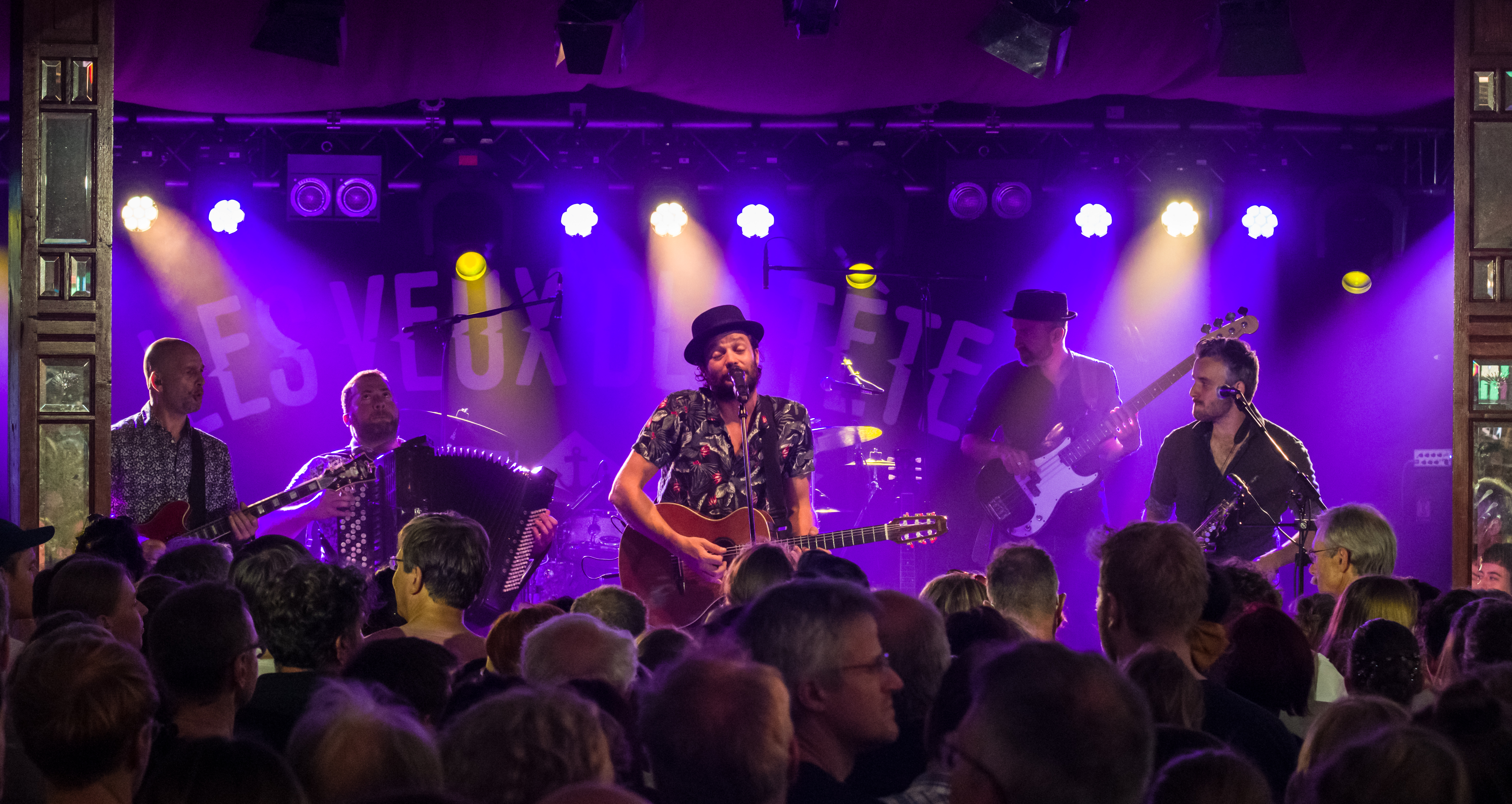
Les Yeux d’la Tête (2022)

Les Yeux d’la tête ist eine französische, aus Paris stammende Chanson-Gruppe.

## Karriere
Les yeux d’la tête wurden 2006 von Benoît Savard und Guillaume Jousselin gegründet. 2008 veröffentlichten sie ihr erstes Album Danser sur les toits, dem bis 2021 fünf weitere folgten. 2010 gewannen sie den Eisernen Eversteiner beim Folkherbst in Plauen.

## Stil
Die Gruppe bezieht ihre musikalischen Wurzeln sowohl aus dem klassischen französischen Chanson als auch aus dem französischen Alternativrock. Sie verarbeitet mit Motiven aus der Musik der Roma, Swing und Rock aber auch andere Stile.

## Diskografie
- 2008: Danser sur les toits
- 2012: Madones
- 2014: I don't speak English
- 2016: Liberté Chérie
- 2019: Murcielago
- 2021: Bonne nouvelle

## Besetzung

### Aktuell
- Benoît Savard – Gesang, Gitarre (seit 2006)
- Eddy Lopez – Saxophon, Background (seit 2006)
- Émilien Pottier – Bass, Kontrabass (seit 2012)
- Xavier Hamon – Schlagzeug (seit 2012)
- Rodrigue Fernandes – Akkordeon, Trompete (seit 2016)

### Ehemalige Mitglieder
- Guillaume Jousselin – Gesang, Gitarre (2006 bis 2019)
- Antoine Allièse – Akkordeon (2006 bis 2015)
- Éric Allard Jacquin – Akkordeon (2016 bis 2019)
- Pierre Chatel – Schlagzeug (2008 bis 2014)